# Швабський Альб
48°18′ пн. ш. 9°21′ сх. д. / 48.3° пн. ш. 9.35° сх. д.
Швабський Альб або Швабська Юра (нім. Schwäbische Alb) — гірський масив на півдні Німеччини в федеральній землі Баден-Вюртемберг. Довжина гірського масиву — 200 км, ширина — в середньому 40 км. Біосферний заповідник UNESCO.

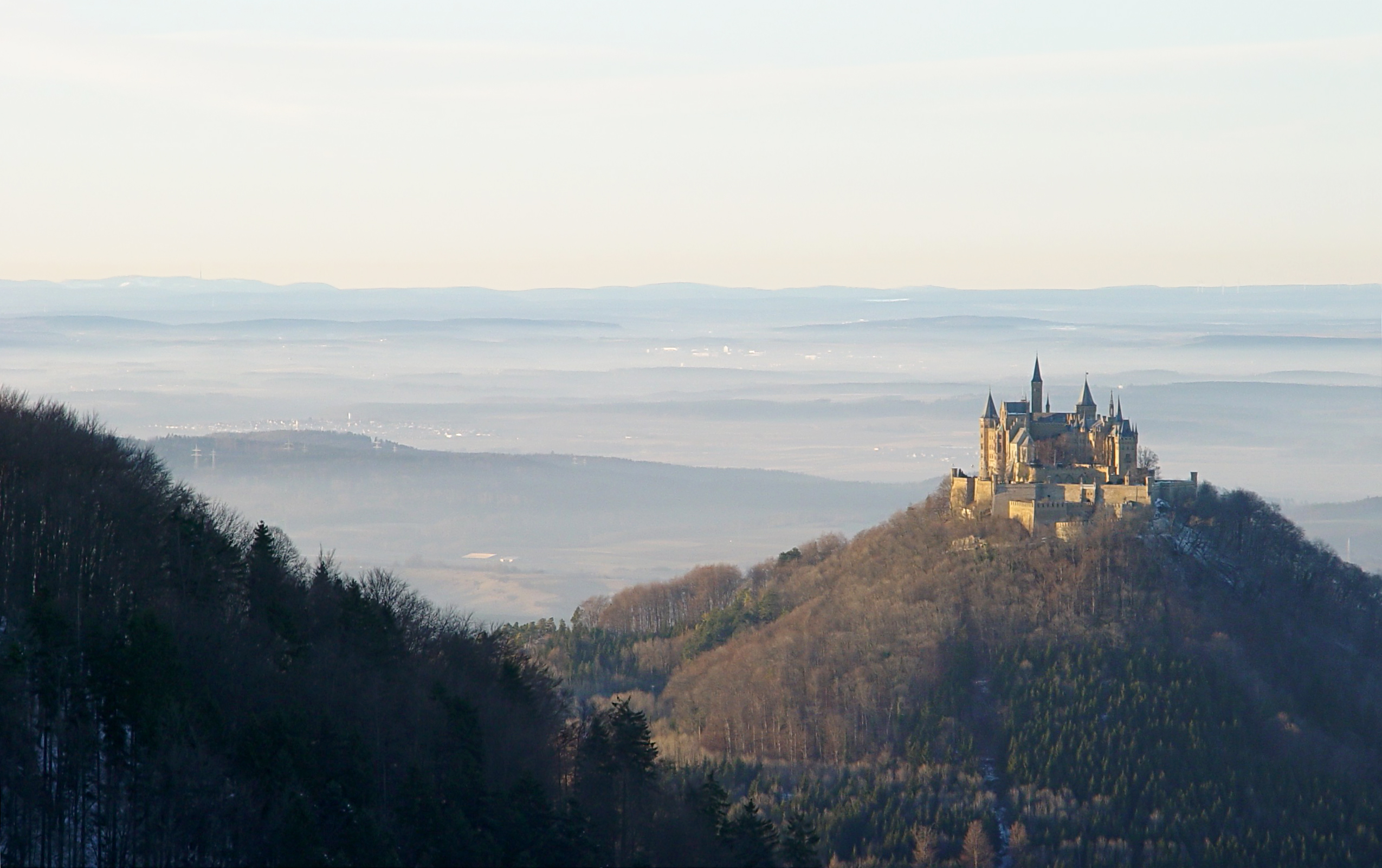
Замок Гогенцоллерн — родове гніздо династії Гогенцоллернів

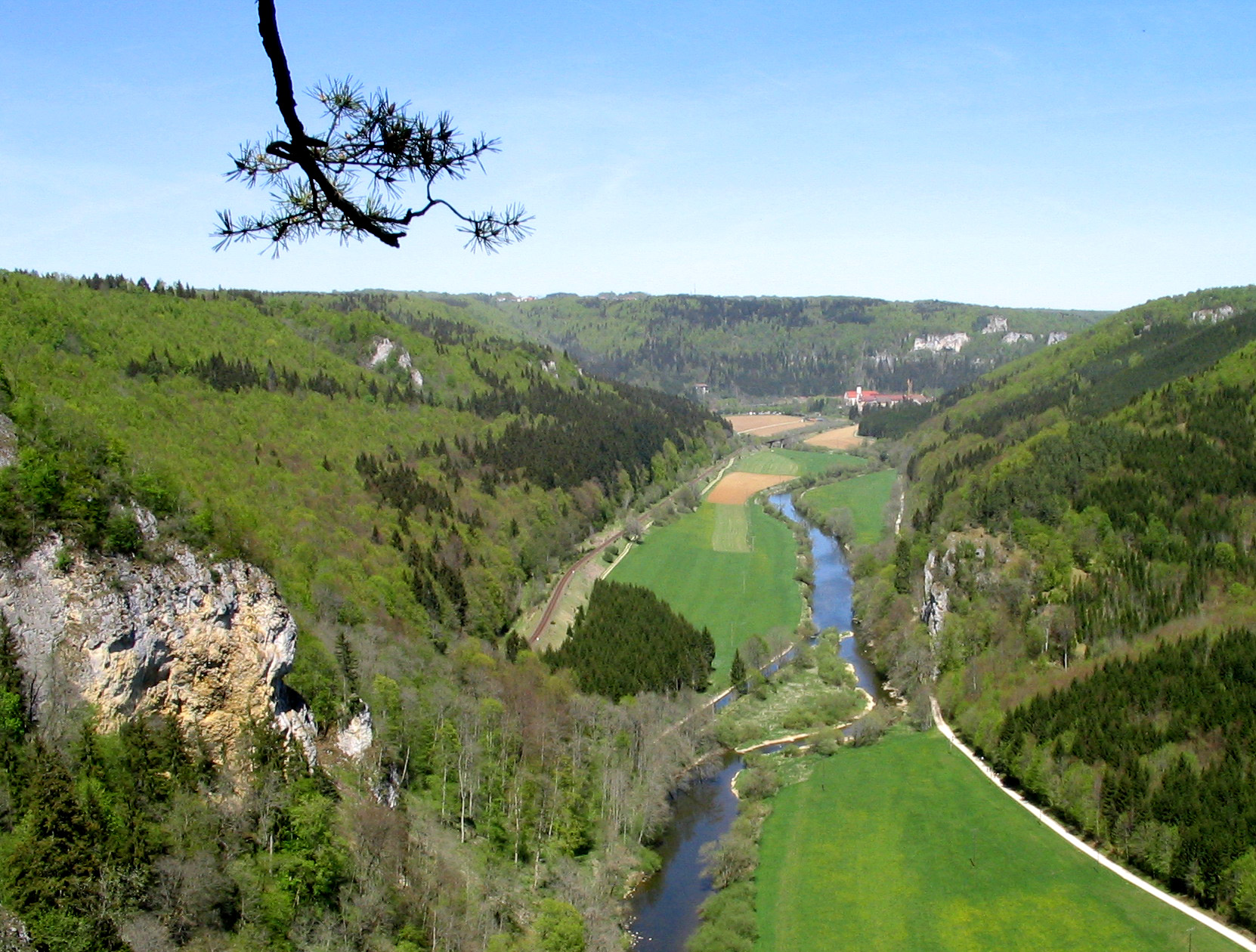
Долина Дунаю

Являє собою порізане ущелинами гірське плато, обмежене з півночно-західного боку відносно різким перепадом висот, в той час як південно-західний бік поволі переходить у передальпійський ландшафт. На північному сході Швабський Альб межує з великим кратерним утворенням Ньордлінгер-Ріс, що відокремлює його від Франконського Альбу в Баварії. 
В геологічному плані Швабський Альб інколи відносять до розширеного Юрського гірського масиву, що простягається від Женеви до Кобурга. Найвищою точкою Швабського Альбу є гора Лемберг, висотою 1015 м.
| Німеччина | Це незавершена стаття з географії Німеччини. Ви можете допомогти проєкту, виправивши або дописавши її. |